# مارك باريش
مارك باريش (بالإنجليزية: Mark Parrish)‏ هو لاعب هوكي الجليد أمريكي، ولد في 2 فبراير 1977 في إدينا في الولايات المتحدة.

## وصلات خارجية
- مارك باريش على موقع دوري الهوكي الوطني (الإنجليزية)
- مارك باريش على موقع EliteProspects.com (الإنجليزية)
- مارك باريش على موقع HockeyDB.com (الإنجليزية)
- مارك باريش على موقع Hockey-Reference.com (الإنجليزية)
- مارك باريش على موقع أوليمبيديا (الإنجليزية)